# Ordem "Pela Coragem Pessoal" (Bielorrússia)
A Ordem "Pela Coragem Pessoal" (em bielorrusso: Ордэн «За асабістую мужнасць»; tr. Orden "Za asabístuyu mužnasć") é uma condecoração estatal da República de Belarus, criada para reconhecer a coragem excepcional, a valentia pessoal e feitos heroicos realizados em situações extremas. Foi instituída pelo Decreto do Soviete Supremo da República de Belarus nº 3726-XII, em 13 de abril de 1995.

## História
A ordem foi incorporada ao sistema de condecorações estatais por decreto do Presidente da República de Belarus, em 2 de junho de 1997, intitulado “Sobre alterações e adições à Lei da República de Belarus ‘Sobre as condecorações estatais da República de Belarus’”. Às vezes, a data de fundação é incorretamente apontada como sendo a da resolução do Soviete Supremo da República de Belarus nº 3726-XII, de 13 de abril de 1995.
Apesar de ter sido criada com base na condecoração soviética de mesmo nome, o design da ordem bielorrussa é fundamentalmente diferente do original.
O primeiro agraciado foi o sargento júnior Aliaksandr Khomich, bombeiro-resgatista de Barysau, em 8 de outubro de 1997, “por coragem e ações decisivas durante a contenção de um incêndio no entroncamento ferroviário de Barysau”.
A descrição oficial da condecoração foi aprovada por decretos presidenciais em 6 de setembro de 1999 e 8 de abril de 2005, enquanto seu regulamento está estabelecido na Lei da República de Belarus nº 288-Z, de 18 de maio de 2004, “Sobre as condecorações estatais da República de Belarus”.
Em 2008, ocorreu a maior concessão coletiva da ordem, quando 15 tripulantes de um avião Il-76 da empresa aérea TransAVIAexport, abatido na Somália em 23 de março de 2007, foram condecorados.

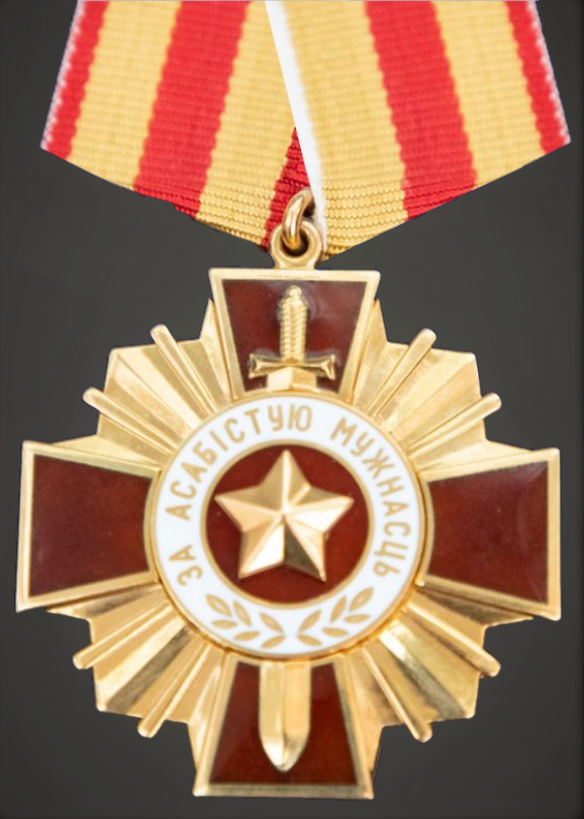
Anverso da ordem

A ordem também já foi concedida por feitos esportivos — por exemplo, em 2018, atletas da seleção nacional de biatlo da Bielorrússia receberam a honraria após conquistarem a medalha de ouro nos Jogos Olímpicos de Inverno em PyeongChang.

## Estatuto
A Ordem “Pela Coragem Pessoal” é concedida a cidadãos que demonstrem:
- por coragem excepcional e bravura pessoal no cumprimento do dever militar, cívico ou profissional;
- por atos de abnegação realizados em circunstâncias extremas;
- pela bravura na defesa da fronteira do Estado;
- pela coragem na proteção da ordem pública;
- por ações ousadas e decisivas em situações que envolvam risco de vida.

A condecoração é usada no lado esquerdo do peito e, quando há outras ordens, deve ser posicionada após a Ordem “Por Serviço à Pátria”.

## Descrição
A Ordem “Pela Coragem Pessoal” tem o formato de uma cruz de São Jorge dourada, com 45 mm de largura, sobre uma base quadrada dourada cujos braços são esmaltados em vermelho-escuro. Entre os braços da cruz, há quatro raios dourados em relevo, formando um quadrado de 30 mm de lado, com dois feixes finos de raios conectados em cada lado.
No centro da cruz há um medalhão de 22 mm de diâmetro, esmaltado em branco, com a inscrição "Pela Coragem Pessoal" (em bielorrusso: «За асабістую мужнасць»; «Za asabistuju mužnasć») e ramos de louro. Ao centro do medalhão, há uma estrela dourada de cinco pontas sobre fundo vermelho-escuro, sobreposta a uma espada medieval dourada.

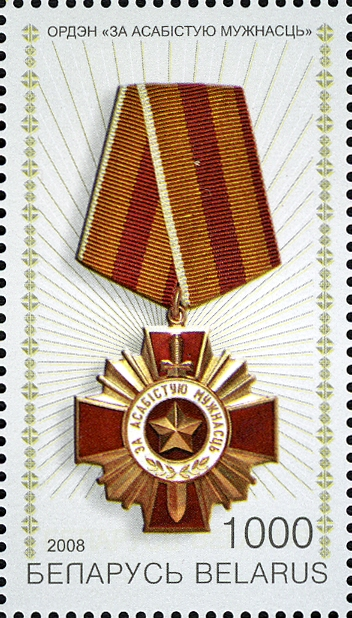
Em um selo postal bielorrusso de 2008

O reverso é liso, com o número de série gravado no centro. A ordem é feita em prata com banho de ouro, produzida pela fábrica “Kryštal” de Gomel.
A condecoração é presa por uma argola a uma base pentagonal forrada com fita de moiré dourada de 24 mm de largura, com uma faixa central bordô de 6 mm. Nas bordas, há listras longitudinais: uma branca à esquerda e uma bordô à direita, ambas com 2 mm de largura.